# Алкантара (космодром)
Центр за́пусков Алка́нтара (порт. Centro de Lançamento de Alcântara) — бразильский космодром в штате Мараньян, на севере атлантического побережья страны. Расположен ближе к экватору, чем космодром Куру во Французской Гвиане.

## Общая информация
Строительство космодрома началось в 1982 году. Территория космодрома Алкантара позволяет разместить девять стартовых площадок.
Первый пуск — 21 февраля 1990 года (ракета Sonda 2 XV-53). В 1994 году здесь тестировались французские ракеты Ongoron I и II.
22 августа 2003 года от взрыва третьей ракеты VLS-1 (V03) погиб 21 человек, свыше 20 получили ранения.
В 2003 году были подписаны контракты о запуске украинских ракет-носителей «Циклон-4» и израильских «Шавит». Есть планы по заключению аналогичных контрактов в отношении российских «Протонов» и китайских «Великий поход 4».
В апреле 2015 Бразилия в одностороннем порядке прекратила сотрудничество с Украиной в рамках проекта «Циклон-4», как было отмечено в пресс-релизе, — в связи с сочетанием причин, связанных с вопросами финансирования, технологическими аспектами, отношениями между Бразилией и Украиной, а также неопределённостью в экспортных перспективах проекта.